# Староград

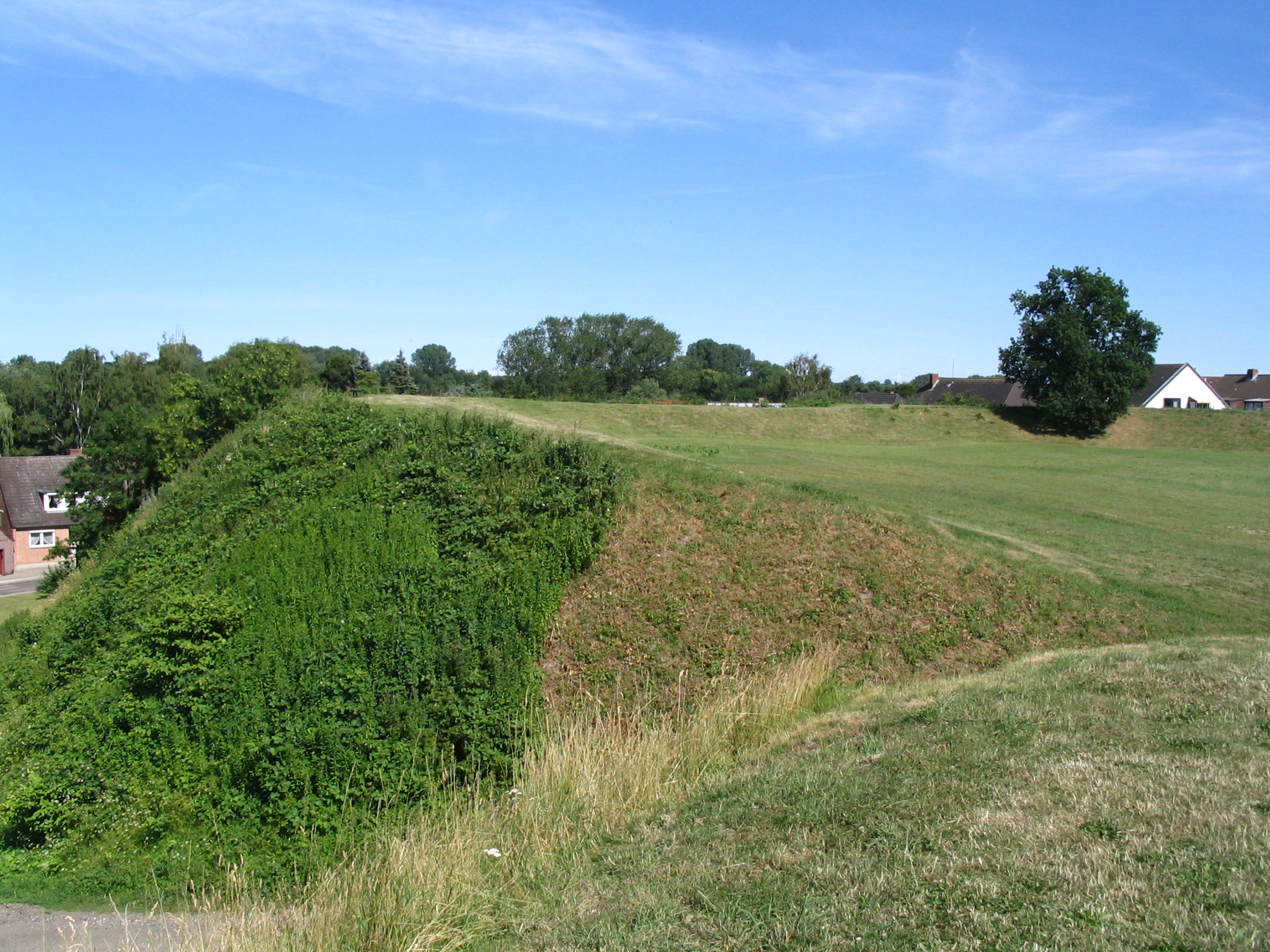
Залишки валів Старограда

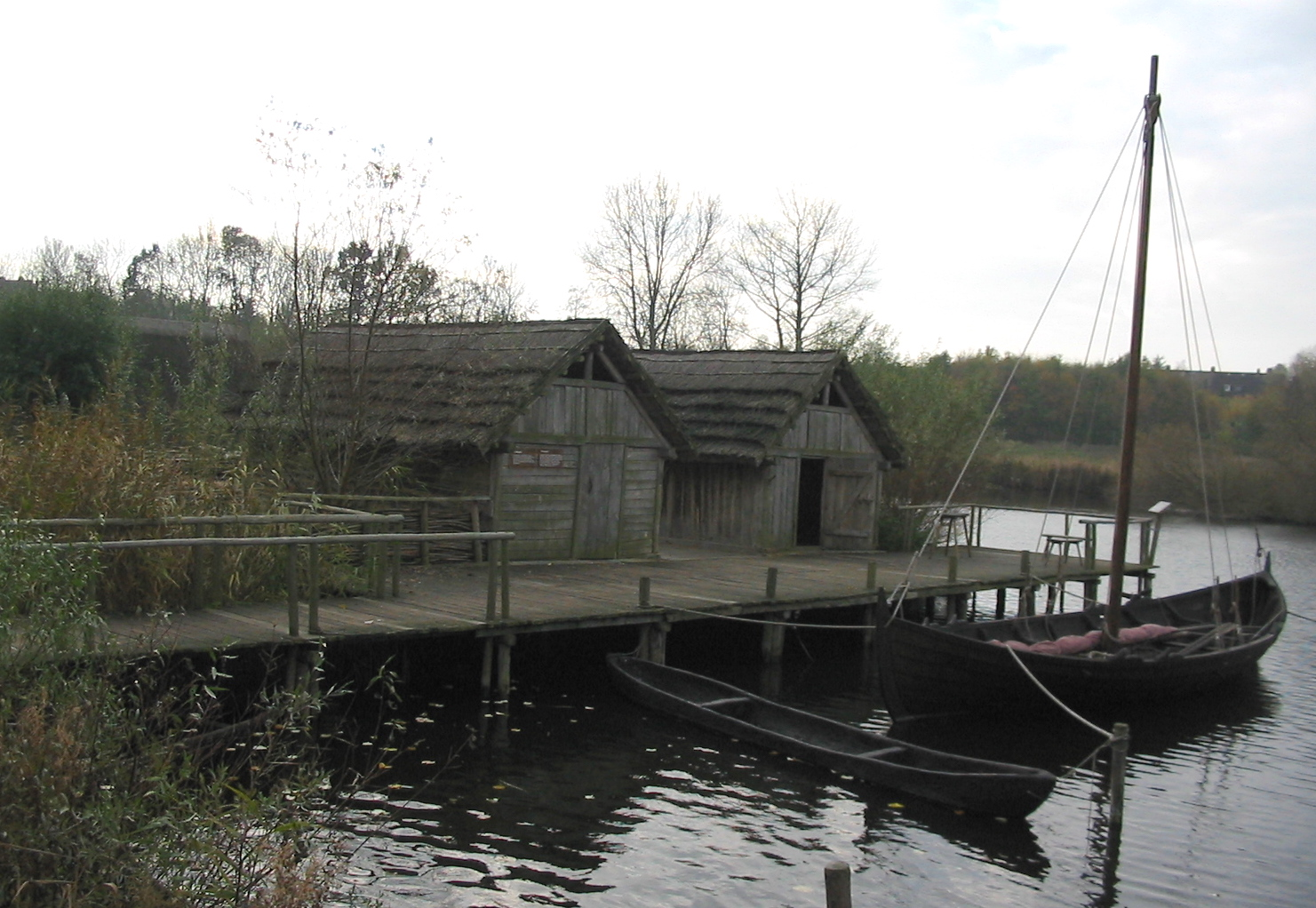
Староградський скансен

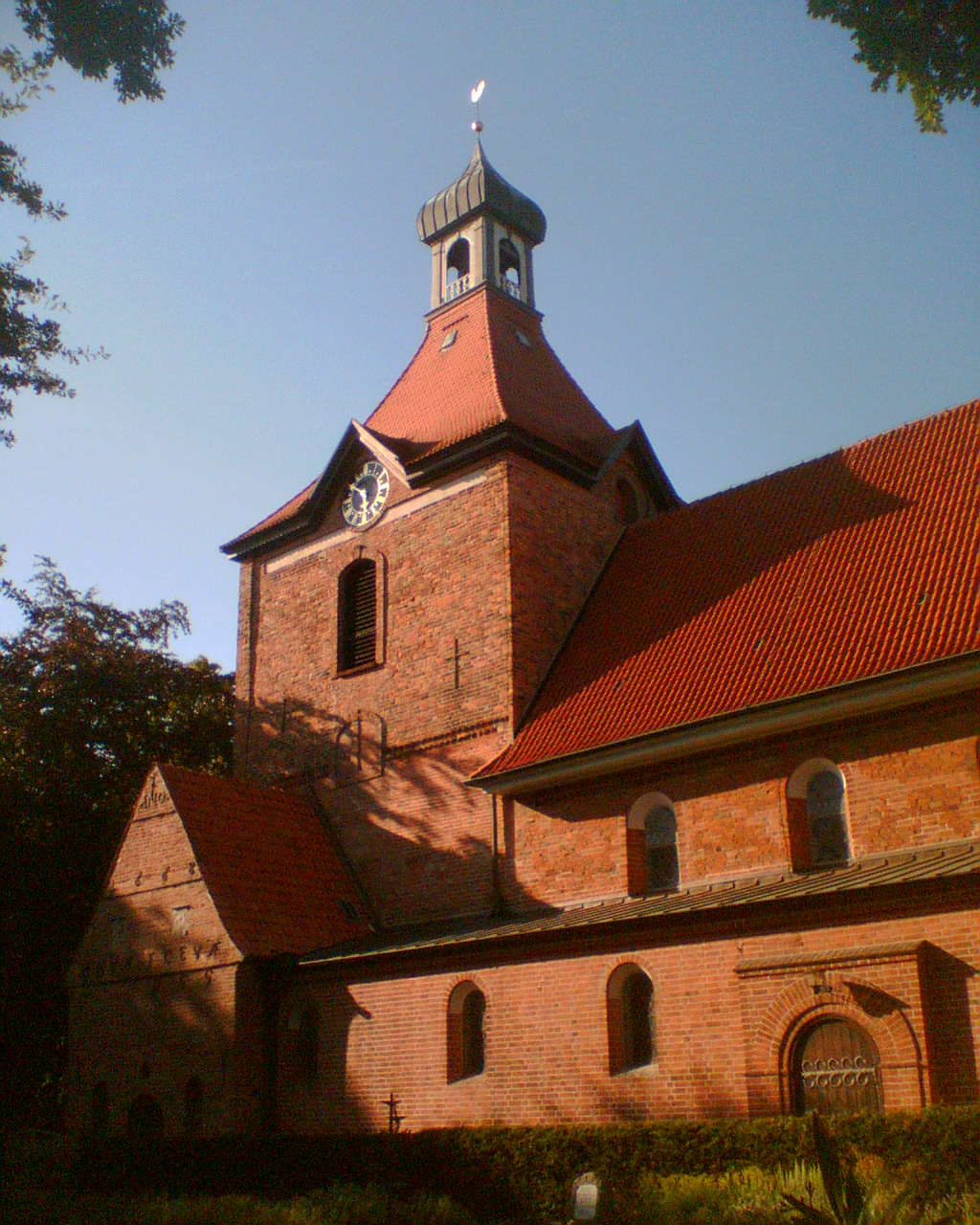
Церква св. Йогана

Староград, Старград, Старигард (нім. Alte Burg, Aldinborg, Oldenburg) — місто полабських слов'ян, раніше знаходилося в бухті на березі Балтійського моря, було портовим містом і княжою столицею вагрів. Близько 700 року на цьому місці виникло слов'янське поселення від якого сьогодні залишилися фрагменти валів. Староград по-німецьки „Alte Burg“, саме ця форма назви закріпилась з часом і трансформувалась в Aldinborg, а пізніше в Oldenburg (див. Ольденбург).
Адам Бременський вперше згадав Староград в 1076 р.: 
"Aldinborg civitas magna Sclavorum, qui Waigri dicuntur, sita est iuxta mare, quod Balticum sive Barbarum dicitur, itinere die. .. ab Hammaburg" (Староград є великим містом слов'ян, що звуться ваграми, лежить на березі моря, Балтійського чи як його називають Варварського...від Гамбурга день шляху). 
Разом із Хедебю Староград були найважливішими торговими центрами на Балтійському узбережжі. Звідти ладьї із товаром доходили до Самбії чи Київської землі.
В ході християнізаційних процесів на Помор'ї Староград був резиденцією єпископа і належав до Гамбурзької архідієцезії, тому в 1150 році було зведено церкву св. Йогана (St.-Johannis-Kirche). Після того як слов'янське населення було повністю поневолене і не чинило ніякого спротиву, резиденцію єпископа перенесли до Любека в 1160 році. В 1233 граф Шауенбургу і Хольштейну Адольф IV надав Староградові Любецьке право. 
Про руйнацію міста і втрату ним пристані відомо мало. Зокрема Хермольд в 1168 – 1171 роках у Хроніці слов'ян писав (розділ 109):
“Filius quoque regis ex concubina natus Christoforus nomine cum mille, ut aiunt, loricis venit Aldenburg, quae Danice dicitur Brandenhuse, et percusserunt maritima illius.”
“Христофор, син данського короля і його коханки, з добре озброєним тисячним військом напав на Староград, що данці називають Бранденхуз і зруйнував всі узбережні пристані і інші будівлі, а саме місто пограбував.“

## Мережеві посилання
- Карта Вагрії 1652 року (jpg)